# Saint-Aulaye
Saint-Aulaye (Occitaans: Senta Eulàlia) is een plaats en voormalige gemeente in het Franse departement Dordogne in de regio Nouvelle-Aquitaine en telt 1361 inwoners (2011). De plaats maakt deel uit van het arrondissement Périgueux.

## Geschiedenis
Saint-Aulaye is op 1 januari 2016 gefuseerd met de gemeente Puymangou tot de gemeente Saint Aulaye-Puymangou. 

## Geografie
De oppervlakte van Saint-Aulaye bedraagt 34,8 km², de bevolkingsdichtheid is 40,2 inwoners per km².
De onderstaande kaart toont de ligging van Saint-Aulaye met de belangrijkste infrastructuur en aangrenzende gemeenten.

## Demografie
Onderstaande figuur toont het verloop van het inwonertal.

## Geboren in Saint-Aulaye
- Jean-Charles (1922-2003), schrijver en humorist